# Славко Винчич
Славко Винчич (на словенски: Slavko Vinčić) е словенски професионален футболен съдия, международен рефер в ранглистата на ФИФА от 2010 г.
Винчич свири двубои от Европейското първенство по футбол през 2012 г. като допълнителен асистент в екипа на друг известен словенски рефер – Дамир Скомина.
Той е главен съдия на мача между „Ен Аван дьо Гингам“ (Франция) и „Динамо“ (Киев) в осминафиналите на турнира на Лига Европа от 2014 – 2015 г., в който показва 2 спорни червени картона на играчи на „Динамо“.
На 28 март 2021 г. Винчич е главен съдия в квалификацията за световно първенство България – Италия, завършил 0 – 2, като дава съмнителна дузпа за гостите.

## Арест
На 30 май 2020 г. Винчич е арестуван по полицейско разследване на мрежа за проституция и разпространие на наркотици в Босна и Херцеговина.